# Jeong-Weon Ko
 (novembre 2024).
 (novembre 2024).
La mise en forme du texte ne suit pas les recommandations de Wikipédia : il faut le « wikifier ».
Les points d'amélioration suivants sont les cas les plus fréquents :
- Les titres sont pré-formatés par le logiciel. Ils ne sont ni en capitales, ni en gras.
- Le texte ne doit pas être écrit en capitales (les noms de famille non plus), ni en gras, ni en italique, ni en « petit »…
- Le gras n'est utilisé que pour surligner le titre de l'article dans l'introduction, une seule fois.
- L'italique est rarement utilisé : mots en langue étrangère, titres d'œuvres, noms de bateaux, etc.
- Les citations ne sont pas en italique mais en corps de texte normal. Elles sont entourées par des guillemets français : « et ».
- Les listes à puces sont à éviter, des paragraphes rédigés étant largement préférés. Les tableaux sont à réserver à la présentation de données structurées (résultats, etc.).
- Les appels de note de bas de page (petits chiffres en exposant, introduits par l'outil «  Source ») sont à placer entre la fin de phrase et le point final[comme ça].
- Les liens internes (vers d'autres articles de Wikipédia) sont à choisir avec parcimonie. Créez des liens vers des articles approfondissant le sujet. Les termes génériques sans rapport avec le sujet sont à éviter, ainsi que les répétitions de liens vers un même terme.
- Les liens externes sont à placer uniquement dans une section « Liens externes », à la fin de l'article. Ces liens sont à choisir avec parcimonie suivant les règles définies. Si un lien sert de source à l'article, son insertion dans le texte est à faire par les notes de bas de page.
- La présentation des références doit suivre les conventions bibliographiques. Il est recommandé d'utiliser les modèles {{Ouvrage}}, {{Chapitre}}, {{Article}}, {{Lien web}} et/ou {{Bibliographie}}. Le mode d'édition visuel peut mettre en forme automatiquement les références.
- Insérer une infobox (cadre d'informations à droite) n'est pas obligatoire pour parachever la mise en page.

Pour une aide détaillée, merci de consulter Aide:Wikification.
Si vous pensez que ces points ont été résolus, vous pouvez retirer ce bandeau et améliorer la mise en forme d'un autre article.
Pour les articles homonymes, voir Ko.
Jeong-Weon KO, né le 25 avril 1998 à Créteil, est un golfeur professionnel français.

## Biographie
Né le 25 avril 1998 à Créteil, Jeong-Weon KO passe toute son enfance en région parisienne, notamment à Bussy-Saint-Georges, où ses parents, d’origine coréenne, s’installent en 2004.
Vainqueur de nombreux grands prix, de tournois internationaux comme la Coupe Murat en 2015, Jeong-Weon KO contribue indéniablement à la victoire de son Club - Bussy Guermante - au trophée « Gounouilhou » 2019.
Avec plusieurs sélections en équipe de France et un parcours scolaire exemplaire - il parle couramment 3 langues, Jeong-Weon intègre le « Top 40 mondial » à l’apogée de sa carrière amateur.
En 2020, il décide de tenter sa chance sur le circuit professionnel. Dès sa première année sur l’Alps Tour, Jeong-Weon se hisse à la troisième place du classement final, synonyme de droit de jeu complet pour le Challenge Tour 2021.
Il ne lui faudra qu’un an pour prendre ses marques sur la deuxième division européenne avant monter encore d’un échelon.
Grâce à 9 « TOP 20 », dont 6 « TOP 10 », Jeong-Weon termine la saison 2022 à la 15ème place du Challenge Tour et se qualifie pour jouer le DP World Tour 2023.
Avec une des meilleures moyennes de « driving » du circuit européen (313 yards) Jeong-Weon ne tarde pas à réaliser de très bons résultats. Pour sa premiere année dans l’élite européenne, il réalise 3 « TOP 10 » et de nombreuses places d’honneur.
En 2024, Jeong-Weon évolue sur DP World Tour.

## Palmarès amateur
| 2009        | Champion de France U12                                                                                   |
| 2010 - 2014 | Vainqueur de nombreux Grands Prix                                                                        |
| 2015        | Vainqueur du Stroke Play International Français et de la Coupe Murat                                     |
| 2016        | Vainqueur du Championnat d'Europe Team Boys avec la France Sélection pour le Match France vs. Angleterre |
| 2018        | Sélection pour le Match France vs. Angleterre                                                            |
| 2019        | Sélection pour le Championnat d'Europe Team Men avec la France (9ème place)                              |

▶ N° 1 français et 40ème joueur mondial au classement du WAGR.

## Palmarès professionnel
| 2020 | 3ème du classement final de l'Alps Tour |
| 2021 | 62ème de la Road to Mallorca - 4ème du Servant Challenge - 10ème Open de Bretagne - 12ème Finish Challenge                                                                    |
| 2022 | 15ème de la Road to Mallorca - 2ème du Swiss Challenge - 4ème du Rolex « Grand Final » - 4ème du BNL Challenge Trophy - 6ème du Finish Challenge - 8ème de l’Open du Portugal |
| 2023 | 115ème de la Race to Dubai - 4ème du Mauritius Open - 10ème du Korean Open - 15ème Soudal Open                                                                                |
| 2024 | Actuellement 70ème de la Race to Dubai - 4ème du Betfred British Masters - 5ème du Hero Indian Open - 9ème du Kenya Open                                                      |